# Den, kdy zemřelo násilí
Den, kdy zemřelo násilí (v anglickém originále The Day the Violence Died) je 18. díl 7. řady (celkem 146.) amerického animovaného seriálu Simpsonovi. Scénář napsal John Swartzwelder a díl režíroval Wes Archer. V USA měl premiéru dne 17. března 1996 na stanici Fox Broadcasting Company a v Česku byl poprvé vysílán 6. května 1997 na stanici ČT1.

## Děj
Během průvodu na počest seriálu Itchy a Scratchy se Bart setká se starším bezdomovcem Chesterem J. Lampwickem, který tvrdí, že je tvůrcem myši Itchy. Trvá na tom, že Roger Meyers starší, údajný tvůrce postaviček Itchyho a Scratchyho, jeho nápad ukradl. Aby dokázal, že Itchyho vytvořil, ukáže Bartovi svůj krátký animovaný film Manhattan Madness z roku 1919, ale nitrátový film se vznítí a promítačka ho zničí. 
Bart nechá Lampwicka bydlet v domě Simpsonových, ale brzy ho Marge chce vyhodit, když se s dědou pohádá. Aby Lampwickovi vynahradili vytvoření Itchyho, požádají spolu s Bartem Rogera Meyerse mladšího, generálního ředitele studia Itchy a Scratchy, o 800 miliard dolarů. Meyers je okamžitě vyhodí. 
Lampwick zažaluje studio Itchy & Scratchy s pomocí Barta, advokáta Lionela Hutze a Homera. Když Meyersův právník požaduje důkaz, že Lampwick vytvořil Itchyho, Bart si vzpomene, že u Komiksáka viděl na prodej originální Lampwickův animovaný celuloid. Bart si celuloid koupí od Komiksáka a ukáže v soudní síni její nápis, který dokazuje, že Lampwick je tvůrcem Itchyho. Meyers připouští, že jeho otec postavičku Itchyho ukradl, ale tvrdí, že většina animovaných filmů je založena na plagiátorství. Soudce rozhodne ve prospěch Lampwicka a nařídí Meyersovi, aby mu zaplatil 800 miliard dolarů. Bart je rád, že Lampwick už není chudý, ale je smutný, když si uvědomí, že nechtěně zabil pořad Itchy a Scratchy, protože studio je nuceno po bankrotu zavřít. 
Poté, co se jim nepodaří Lampwicka přesvědčit, aby financoval Meyersovu produkci Itchyho a Scratchyho, za kterou by dostával honoráře, najdou Bart a Líza právní precedens, který by mohl pomoci kreslený seriál vzkřísit, ale zjistí, že je předběhly dvě další děti, Lester a Eliza. Lester a Eliza zajistí studiu vysoké finanční vyrovnání, když zjistí, že návrh maskota pošty pana ZIPa byl ukraden Rogeru Meyersovi staršímu, a navíc zprostí Apua obvinění z nahoty na veřejnosti a dají Krustyho dohromady s jeho odcizenou manželkou. Přestože jsou Bart a Líza rádi, že se Itchy a Scratchy vrátili do vysílání, vadí jim, že jim světlo reflektorů ukradly dvě děti, které se jim velmi podobají. Epizoda končí scénou, kdy Lester projíždí na skateboardu kolem domu Simpsonových a zlověstně zírá na Barta z okna.

## Produkce
Během svého působení v roli výkonných producentů Simpsonových se Bill Oakley a Josh Weinstein snažili do každé řady zařadit jednu epizodu týkající se seriálu Itchy a Scratchy. Den, kdy zemřelo násilí, který napsal John Swartzwelder a režíroval Wes Archer, byl dílem souvisejícím s Itchym a Scratchym ze sedmé řady a stal se prostředkem pro vtipy o animaci. Po dokončení dílu Oakley poznamenal: „Tato epizoda je jednou z nejbláznivějších epizod vůbec, troufám si říct. Je tak nabitá odkazy a interními vtipy a konec je tak bizarní, že ho spousta lidí nepochopila.“. Epizoda byla považována za polarizující. V jednom z jejích vtipů Bart požádá Homera o velkou sumu peněz a Homer okamžitě vytáhne peněženku. Oakley tuto scénu popsal jako „velmi kontroverzní“ mezi producenty seriálu; nelíbila se zejména Mattu Groeningovi, tvůrci Simpsonových.
V původním Swartzwelderově scénáři byla část s kresleným vtipem nazvaným Homage Alley, který vědomě parodoval styl humoru seriálu Simpsonovi, ale producenti měli pocit, že není vtipný, a proto byl nahrazen kresleným vtipem parodujícím část „I'm Just a Bill“ vzdělávacího televizního seriálu Schoolhouse Rock. V obavách z možných žalob donutil právník Simpsonových animátory, aby změnili podobu senátora v této části. V závěru epizody vystupují Lester a Eliza, kteří zachraňují studio Itchy & Scratchy. Bart a Líza obvykle v seriálu řeší problémy, ale scenáristé se rozhodli zkusit něco jiného a nechat na jejich pozici novou dvojici postav. Lesterův design je mírně pozměněnou verzí Bartova designu v The Tracey Ullman Show a namluvila ho Tress MacNeilleová, která obvykle Barta namlouvá v dočasných nahrávkách.
V epizodě hostuje americký herec Kirk Douglas jako Chester J. Lampwick. První volbou producentů pro tuto roli nebyl Douglas, ale William Hickey, kterého producenti popsali jako „známého bručouna a protivného starce“. Oakley a Weinstein, kteří při hledání hostujících hvězd často hledali „naprosto dokonalý hlas“, místo aby prostě využili celebrity, měli pocit, že Hickeyho chraplavý hlas by se pro roli hodil, ale on je odmítl. V autobiografii My Life as a 10-Year-Old Boy Nancy Cartwrightová poznamenává, že scénář epizody byl „skvost“ a vzpomíná, že nahrávání Kirka Douglase v režii Joshe Weinsteina bylo plné přerušování. Odmítl nosit sluchátka, která mu byla v nahrávacím studiu dodána, s tím, že ho z nich bolí uši, a tak nemohl Weinsteina z kabiny slyšet. Cartwrightová režírovala Douglase, který spěchal a řekl, že udělá maximálně dva záběry na jednu repliku. Avšak přestože četl své repliky najednou, měl problémy pouze s jednou scénou; scéna, ve které Lampwick říká Bartovi, že stvořil Itchyho a Scratchyho, vyžadovala tři pokusy, protože Douglas neustále špatně četl repliku „I changed all that“ jako „I charged all that“. Cartwrightové se ho podařilo přimět k třetímu přečtení repliky tím, že během druhého záběru předstírala kýchnutí.
Ve svém scénáři Swartzwelder náhodně spojil Davida Brinkleyho a Suzanne Somersovou jako komentátory přehlídky. Producentům se nepodařilo Brinkleyho do jeho role získat, a tak ho místo něj namluvil Harry Shearer. Podařilo se jim však získat hlas Somersové. Rogera Meyerse juniora namluvil Alex Rocco, který postavu namluvil i v dílu Za všechno může televize; postava se sice objevila znovu v několika epizodách, ale v těchto případech ji namluvil Hank Azaria. V dílu dále dabují Pamela Haydenová, Tress MacNeilleová a Phil Hartman jako právník Lionel Hutz.

## Kulturní odkazy
Roger Meyers starší, který byl kryogenicky zmrazen, je odkazem na mýtus, že byl zmrazen Walt Disney. Celá zápletka, která se točí kolem právní otázky, kdo vytvořil antropomorfního myšáka Itchyho, je také odkazem na spor o to, zda Mickey Mouse vytvořil Walt Disney, nebo jeho animátor Ub Iwerks. Když Roger Meyers mladší obhajuje svůj případ u soudu, zmiňuje, že několik animovaných televizních seriálů a postaviček bylo plagiátem jiných seriálů a postaviček. Kreslený film Manhattan Madness vychází z jednoho z prvních animovaných filmů Dinosaurus Gertie. Část „Amendment To Be“ je parodií na vzdělávací pořad Schoolhouse Rock, konkrétně na „I'm Just a Bill“, a odkazuje na dodatek o znesvěcení vlajky. Jack Sheldon, který nazpíval původní píseň v „I'm Just a Bill“, ji namluvil v části „Amendment to Be“.
Kreslený film Itchy a Scratchy je odkazem na animovaný film Kocour Fritz z roku 1972, který otevřeně zobrazuje užívání drog a sexuální situace. Kocour Fritz byl také prvním animovaným filmem s ratingem X, ještě předtím, než existoval rating NC-17. První kreslený film Itchy a Scratchy s názvem Steamboat Itchy, který se původně objevil v dílu Bartův trest, je odkazem na Parník Willie, první zvukový animovaný film s Mickey Mousem, který byl uveden do kin. Joseph P. Kennedy, otec bývalého prezidenta Spojených států Johna F. Kennedyho, je uveden jako jeden z producentů kresleného filmu. Název epizody odkazuje na větu „the day the music died“ z písně Dona McLeana „American Pie“ z roku 1971.

## Přijetí
V původním vysílání se díl umístil na 47. místě v žebříčku sledovanosti v týdnu od 11. do 17. března 1996 s ratingem 9,2 podle agentury Nielsen. Epizoda byla v tom týdnu nejsledovanějším pořadem na stanici Fox.
Díl získal od televizních kritiků vesměs pozitivní hodnocení. Colinu Jacobsonovi z DVD Movie Guide se epizoda líbila, označil ji za „vtipnou“ a pochválil imitaci Davida Brinkleyho, kterou předvedl Harry Shearer. „Je těžké překonat původní kreslený film Itchy – kde jinde můžete vidět kreslenou myš, která zabije Ira i Teddyho Roosevelta?“ uvedl Jacobson a dále pochválil zvratový závěr epizody: „Když se Bart a Líza pro jednou spojí, aby udělali správnou věc, špatně se jim to vymstí.“. Pochválil rovněž obsazení Kirka Douglase do role hostující hvězdy a recenzi zakončil tím, že epizodu označil za „vítěznou“.
Nathan Ditum z Total Filmu označil Douglase za 18. nejlepší hostující hvězdu Simpsonových. DVD Movie Guide tvrdil, že jakýkoli díl zaměřený na Itchyho je „těžko překonatelný“, a Los Angeles Daily News to považoval za „důvod k radosti“. Jennifer Malkowski z DVD Verdict uvedla, že nejlepší část epizody je během soudního procesu o autorská práva k Itchymu a Scratchymu, kdy právník Lionel Hutz „zdržuje čas tím, že znovu předvolává všechny své překvapivé svědky: břichomluvce a jeho figurínu, Santu Clause se zlomenou nohou, karikaturu Johna Swartzweldera, Ralpha Wigguma a nejtlustší dvojčata v Guinnessově knize rekordů“. Malkowski uzavřela svou recenzi tím, že dílu udělila hodnocení B−.
The Rockford Register Star považoval epizodu za klasiku a líbila se mu „dokonalá parodie na starý kreslený film Schoolhouse Rock, ‚I'm Just a Bill‘.“. DVD Movie Guide „miloval“ první kreslený film Itchyho a Scratchyho, Itchy & Scratchy Meet Fritz the Cat. V knize Warrena Martyna a Adriana Wooda I Can't Believe It's a Bigger and Better Unofficial „Simpsons“ Guide se píše, že díl je „skvělá epizoda s několika chytrými postřehy o nápadech a autorských právech a vynikajícím – a zlověstným – zvratovým koncem, v němž se vrací Bart i Líza z dob, kdy účinkovali v The Tracey Ullman Show“.
Kolumbijská univerzita nabízela v září 2005 kurz, který Simpsonovy analyzoval. V jedné z hodin s názvem Sebeironie Simpsonových studenti zhlédli díl Den, kdy zemřelo násilí a později považovali za jeden z nejpamátnějších citátů této epizody: Bart: „Lízo, jestli někdy přestanu milovat násilí, chci, abys mě zastřelila.“. Líza: „Dobře, udělám to.“.